# Roland Pierik
Roland H.M. Pierik (Rijssen, 1966) is een Nederlands rechtsfilosoof. Hij is sinds 2022 hoogleraar Rechtsfilosofie aan de Universiteit Maastricht. Hij is daarnaast voorzitter van de afdeling Grondslagen en Methoden van het Recht van de Maastrichtse rechtenfaculteit. 

## Carrière
In 2000 promoveerde Pierik aan de Universiteit Twente op het proefschrift Liberal Equality and Cultural Differences. Does the Difference Make a Difference? onder begeleiding van Will Kymlicka en Huib de Jong. Van 2000 tot 2006 was hij verbonden aan Tilburg University, eerst als postdoctoraal onderzoeker en daarna als universitair docent rechtstheorie. Van 2006 tot 2009 was hij universitair docent politieke theorie aan de Radboud Universiteit Nijmegen. Tussen 2009 en 2022 was hij als universitair hoofddocent rechtsfilosofie verbonden aan de Faculteit der Rechtsgeleerdheid van de Universiteit van Amsterdam en academisch directeur van het Paul Scholten Centre for Jurisprudence.
Zijn onderzoek draait om de vraag hoe constitutionele liberaal-democratieën moeten omgaan met gevallen waarbij grondrechten botsen, of conflicten tussen grondrechten en andere centrale idealen binnen constitutionele democratieën: de rechtsstaat of democratie. Hij heeft zich in het bijzonder beziggehouden met politiek- en rechtsfilosofische aspecten van vaccinatie en de mogelijke verplichtstelling daarvan. Tijdens de corona-pandemie pleitte hij voor vaccinatie-dwang via indirecte weg. De risico's op vaccinatieschade noemde hij daarbij geklets en ongegrond.
Van 2017 tot 2022 was hij lid van de Gezondheidsraad, de Vaste commissie Vaccinaties (2017–2022), de Tijdelijke Commissie Medische aspecten Covid-19 (2020–2021) en de Tijdelijke Commissie HPV (2017–2019).

## Privé
Pierik is getrouwd met Ingrid Robeyns, hoogleraar ethiek van instituties aan de Universiteit Utrecht. Ze hebben twee kinderen.